# Hussein Salami

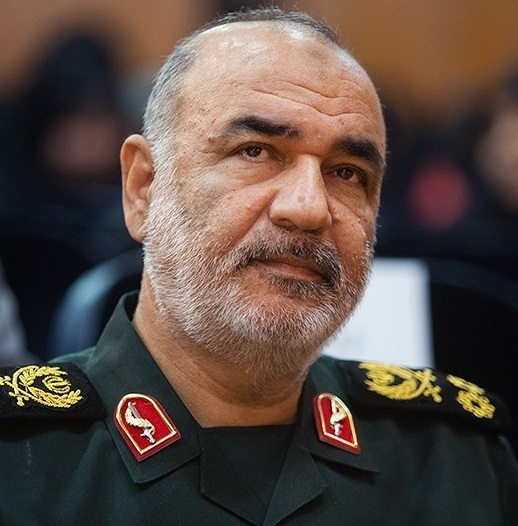
Hussein Salami (2019)

Hussein Salami (persisch حسین سلامی; * 1960 in Golpayegan, Provinz Isfahan; † 13. Juni 2025 in Teheran) war ein iranischer Generalleutnant und Befehlshaber der Iranischen Revolutionsgarde (Pasdaran).

## Leben
Salami war ein Veteran des Ersten Golfkriegs. Nach einem Studium in Militärmanagement trat er in die Revolutionsgarden ein, zu deren Kommandeur er als Nachfolger von Mohammad Ali Dschafari im April 2019 berufen wurde.
Nach der israelischen Tötung von Sejed-Rasi Mussawi, einem General der iranischen Revolutionsgarde, in Syrien, kündigte er bei dessen Trauerfeier in Teheran Rache an. Einzig angemessen war seiner Meinung nach die Beseitigung Israels.
Am 13. Juni 2025 wurde Salami bei einem gezielten Angriff der israelischen Luftwaffe auf das Hauptquartier der Revolutionsgarden getötet (siehe Israelisch-iranischer Krieg). Nachfolger wurde Mohammad Pakpour.